# 紀元前132年
紀元前132年（きげんぜん132ねん）は、ローマ暦の年である。

## 他の紀年法
- 干支 : 己酉
- 日本
  - 開化天皇26年
  - 皇紀529年
- 中国
  - 前漢 : 元光3年
- 朝鮮
  - 檀紀2202年
- 仏滅紀元 : 413年
- ユダヤ暦 : 3629年 - 3630年

## できごと

### ローマ
- プブリウス・ルピリウスが反乱を鎮圧し、第一次奴隷戦争が終結した。
- ティベリウス・グラックスが暗殺された。多くの歴史家は、これをもってローマ帝国の内乱の一世紀の始まりとしている。

## 誕生
- ミトリダテス6世：ポントスの王（紀元前63年没）

## 死去
- ティベリウス・グラックス：ローマの護民官（紀元前168年生）
- エウヌス：シチリアでの奴隷の反乱のリーダー